# شادو لیک (واشینگتن)
شادو لیک (به انگلیسی: Shadow Lake) یک منطقهٔ مسکونی در ایالات متحده آمریکا است که در شهرستان کینگ، واشینگتن واقع شده است. شادو لیک ۱۳٫۸ کیلومتر مربع مساحت و ۲٬۲۶۲ نفر جمعیت دارد.